# Upper Austria Ladies Linz 2024 - Qualificazioni singolare
Le qualificazioni del singolare dell'Upper Austria Ladies Linz 2024 sono un torneo di tennis preliminare per accedere alla fase finale della manifestazione disputate il 28 e 29 gennaio 2024. I vincitori dell'ultimo turno sono entrati di diritto nel tabellone principale. In caso di ritiro di uno o più giocatori aventi diritto a questi sono subentrati i Lucky loser, ossia i giocatori che hanno perso nell'ultimo turno ma che avevano una classifica più alta rispetto agli altri partecipanti che avevano comunque perso nel turno finale.

## Teste di serie
1. Greet Minnen (primo turno)
2. Magdalena Fręch (primo turno)
3. Tamara Korpatsch (ultimo turno)
4. Alycia Parks (primo turno)
5. Jaqueline Cristian (ultimo turno, lucky loser)
6. Rebeka Masarova (primo turno)

1. Clara Tauson (qualificata)
2. Sara Errani (qualificata)
3. Jodie Burrage (qualificata)
4. Marina Bassols Ribera (ultimo turno)
5. Harriet Dart (primo turno)
6. Ėrika Andreeva (qualificata)

## Qualificate
1. Jodie Burrage
2. Sara Errani
3. Ėrika Andreeva

1. Lucrezia Stefanini
2. Clara Tauson
3. Jule Niemeier

### Lucky loser
1. Jaqueline Cristian

## Tabellone

### Legenda
| - Q = Qualificato - WC = Wild card - LL = Lucky loser | - ALT = Alternate - SE = Special Exempt - PR = Protected Ranking | - w/o = Walkover - r = Ritirato - d = Squalificato |

### Sezione 1
|  | Primo turno | Primo turno        | Primo turno     | Primo turno | Primo turno |  |  | Ultimo turno | Ultimo turno       | Ultimo turno | Ultimo turno | Ultimo turno |  |
|  |             |                    |                 |             |             |  |  |              |                    |              |              |              |  |
|  | 1           | Greet Minnen       | 6               | 64          | 4           |  |  |              |                    |              |              |              |  |
|  |             | Anna-Lena Friedsam | 2               | 7           | 6           |  |  |              | Anna-Lena Friedsam | 7            | 3            | 2            |  |
|  |             | Emiliana Arango    | Emiliana Arango | 1           | 4           |  |  | 9            | Jodie Burrage      | 5            | 6            | 6            |  |
|  | 9           | Jodie Burrage      | Jodie Burrage   | 6           | 6           |  |  |              |                    |              |              |              |  |

### Sezione 2
|  | Primo turno | Primo turno     | Primo turno     | Primo turno | Primo turno |  |  | Ultimo turno | Ultimo turno | Ultimo turno | Ultimo turno | Ultimo turno |  |
|  |             |                 |                 |             |             |  |  |              |              |              |              |              |  |
|  | 2           | Magdalena Fręch | Magdalena Fręch | 4           | 0           |  |  |              |              |              |              |              |  |
|  | WC          | Ella Seidel     | Ella Seidel     | 6           | 6           |  |  | WC           | Ella Seidel  | Ella Seidel  | 65           | 4            |  |
|  |             | Anna Bondár     | 6               | 2           | 2           |  |  | 8            | Sara Errani  | Sara Errani  | 7            | 6            |  |
|  | 8           | Sara Errani     | 1               | 6           | 6           |  |  |              |              |              |              |              |  |

### Sezione 3
|  | Primo turno | Primo turno      | Primo turno      | Primo turno | Primo turno |  |  | Ultimo turno | Ultimo turno     | Ultimo turno | Ultimo turno | Ultimo turno |  |
|  |             |                  |                  |             |             |  |  |              |                  |              |              |              |  |
|  | 3           | Tamara Korpatsch | Tamara Korpatsch | 6           | 7           |  |  |              |                  |              |              |              |  |
|  |             | Olga Danilović   | Olga Danilović   | 3           | 62          |  |  | 3            | Tamara Korpatsch | 7            | 2            | 1            |  |
|  | WC          | Arabella Koller  | Arabella Koller  | 0           | 0           |  |  | 12           | Ėrika Andreeva   | 65           | 6            | 6            |  |
|  | 12          | Ėrika Andreeva   | Ėrika Andreeva   | 6           | 6           |  |  |              |                  |              |              |              |  |

### Sezione 4
|  | Primo turno | Primo turno           | Primo turno           | Primo turno | Primo turno |  |  | Ultimo turno | Ultimo turno          | Ultimo turno          | Ultimo turno | Ultimo turno |  |
|  |             |                       |                       |             |             |  |  |              |                       |                       |              |              |  |
|  | 4           | Alycia Parks          | 7                     | 1           | 4           |  |  |              |                       |                       |              |              |  |
|  |             | Lucrezia Stefanini    | 5                     | 6           | 6           |  |  |              | Lucrezia Stefanini    | Lucrezia Stefanini    | 6            | 6            |  |
|  |             | Jil Teichmann         | Jil Teichmann         | 4           | 3           |  |  | 10           | Marina Bassols Ribera | Marina Bassols Ribera | 2            | 0            |  |
|  | 10          | Marina Bassols Ribera | Marina Bassols Ribera | 6           | 6           |  |  |              |                       |                       |              |              |  |

### Sezione 5
|  | Primo turno | Primo turno        | Primo turno        | Primo turno | Primo turno |  |  | Ultimo turno | Ultimo turno       | Ultimo turno       | Ultimo turno | Ultimo turno |  |
|  |             |                    |                    |             |             |  |  |              |                    |                    |              |              |  |
|  | 5           | Jaqueline Cristian | Jaqueline Cristian | 6           | 6           |  |  |              |                    |                    |              |              |  |
|  | PR          | Caty McNally       | Caty McNally       | 3           | 3           |  |  | 5            | Jaqueline Cristian | Jaqueline Cristian | 2            | 0            |  |
|  | WC          | Tamara Kostic      | Tamara Kostic      | 2           | 2           |  |  | 7            | Clara Tauson       | Clara Tauson       | 6            | 6            |  |
|  | 7           | Clara Tauson       | Clara Tauson       | 6           | 6           |  |  |              |                    |                    |              |              |  |

### Sezione 6
|  | Primo turno | Primo turno         | Primo turno   | Primo turno | Primo turno |  |  | Ultimo turno | Ultimo turno        | Ultimo turno        | Ultimo turno | Ultimo turno |  |
|  |             |                     |               |             |             |  |  |              |                     |                     |              |              |  |
|  | 6           | Rebeka Masarova     | 4             | 7           | 4           |  |  |              |                     |                     |              |              |  |
|  |             | Nuria Párrizas Díaz | 6             | 5           | 6           |  |  |              | Nuria Párrizas Díaz | Nuria Párrizas Díaz | 3            | 1            |  |
|  | WC          | Jule Niemeier       | Jule Niemeier | 7           | 6           |  |  | WC           | Jule Niemeier       | Jule Niemeier       | 6            | 6            |  |
|  | 11          | Harriet Dart        | Harriet Dart  | 67          | 2           |  |  |              |                     |                     |              |              |  |